# 中川秀直
中川秀直（1944年2月2日—），出生于東京都新宿区，是日本政治家，日本众议院议员，日本自由民主党成员，曾任自民党干事长、科学技术厅长官和森喜朗内阁的内阁官房长官。

## 簡介
2000年在任森喜朗内阁的内阁官房长官时，因绯闻及与黑社会有染等负面丑闻而被迫辞职。
后长期担任自民党国会对策委员会委员长。在小泉纯一郎内阁时期，被小泉纯一郎重用，担任自民党内党三役之一的政调会长。
2006年安倍晋三出任首相后，做为监护人出任自民党干事长。2007年参议院大选自民党惨败，首次失去第一大黨地位，中川引咎辞职，不再担任自民党干事长职务。
2008年在麻生太郎任首相期间，中川和加藤紘一、武部勤合作，成为自民党内反麻生活动的主要领导人之一。
| 前任： 武部勤   | 日本自由民主党干事长 2006年－2007年 | 繼任： 麻生太郎   |
| 前任： 青木幹雄 | 日本内阁官房长官 2000年             | 繼任： 福田康夫   |
| 前任： 浦野烋兴 | 日本科学技术厅长官 1996年           | 繼任： 近冈理一郎 |